# Martín Ojeda
Martín Exequiel Ojeda (Gualeguaychú, 27 de novembro de 1998), é um futebolista argentino que atua como ponta ou meia. Atualmente, defende o Orlando City.

## Carreira
Ojeda iniciou sua carreira profissional pelo Ferro Carril Oeste, na Primera B Nacional. Estreou em 30 de janeiro de 2016, contra o Atlético Paraná, jogando 85 minutos e marcando o único gol da sua equipe no empate por 1–1. Fez mais dois gols em vinte partidas na temporada de 2016. Após 24 jogos e dois gols em sua segunda campanha, deixou o clube em julho de 2017 para se transferir ao Racing Club, da Primera División Argentina. Estreou na Primera División Argentina em 17 de setembro, contra o Banfield, em uma das 16 partidas que fez em sua temporada de estreia, na qual o clube terminou na sétima posição.
Após atuar apenas duas vezes na temporada 2018–19, ambas pela Copa Sul-Americana contra o Corinthians, foi emprestado em julho de 2019 ao Huracán, também da primeira divisão. Pelo clube, fez 12 jogos e marcou um gol em 7 de março de 2020, na partida contra o Banfield.

### Godoy Cruz
Em agosto de 2020, foi incorporado ao Godoy Cruz por empréstimo do Racing Club.Em 2022, foi adquirido em definitivo pelo clube.

### Orlando City

#### Temporadas 2023–24
Em 7 de janeiro de 2023, Ojeda assinou um contrato de três anos, com opção de renovação por mais duas temporadas, com o Orlando City SC, da Major League Soccer. Seu primeiro gol pelo clube aconteceu em 18 de março, na derrota por 2–1 para o Charlotte FC. Em sua primeira temporada, Ojeda marcou apenas cinco gols e não registrou assistências. O jogador descreveu o ano de estreia como abaixo das expectativas, afirmando que em alguns momentos "se sentiu bem", mas que em grande parte do tempo se sentia "incompleto" e sem ser suficientemente útil à equipe.
Em 20 de julho de 2024, durante uma partida contra o New York City FC, Ojeda simulou ter sido atingido pelo jogador adversário Strahinja Tanasijević, o que resultou na aplicação de um cartão amarelo ao defensor. Seis dias depois, devido ao episódio contra Tanasijević, a Comissão Disciplinar da MLS anunciou que Ojeda havia sido multado por violar a política de Simulação-Encenação da liga. Ao fim da temporada 2024, Ojeda acumulou sete gols e 13 assistências em 45 partidas por todas as competições, igualando Nicolás Lodeiro como o maior assistente do clube no ano e ficando atrás apenas de Facundo Torres em participações diretas em gols, com 20 contribuições. Na temporada regular da MLS, no entanto, foi o líder isolado de assistências do Orlando City, com 12 passes decisivos.

#### Temporada 2025
Em 25 de janeiro de 2025, foi anunciado que Ojeda passaria a utilizar a camisa número 10 do Orlando City, anteriormente vestida pelo uruguaio Facundo Torres, que havia deixado o clube.
Em 22 de março, Ojeda marcou o segundo gol na vitória por 4–1 sobre o D.C. United, após assistência de Iván Angulo, além de contribuir com duas assistências: a primeira em cobrança de falta convertida por Alex Freeman e a segunda para Marco Pašalić, que marcou o quarto gol da equipe. A atuação rendeu a Ojeda uma vaga na seleção da rodada dois dias depois.
Em 10 de maio, Ojeda marcou seu primeiro hat-trick da carreira e o primeiro de um jogador do Orlando City desde Cyle Larin em setembro de 2015, no empate em 3–3 contra o New England Revolution. Pelo feito, foi novamente incluído na seleção da rodada.
No jogo seguinte da liga, contra o Charlotte FC, Ojeda voltou a ser eleito para a seleção da rodada, após marcar em vitória por 3–1.
Em 12 de julho, ao marcar no empate em 1–1 contra o CF Montréal, Ojeda estabeleceu um novo recorde do clube de mais jogos consecutivos com participação em gols, com sete partidas seguidas marcando ou assistindo. O gol também o tornou apenas o terceiro jogador do Orlando City a atingir dígitos duplos em gols e assistências em uma mesma temporada, após Nani em 2019 e Facundo Torres em 2022.
No dia 19 de julho, Ojeda marcou dois gols na vitória por 2–1 sobre o New England Revolution, chegando a 12 gols e 10 assistências na temporada regular, igualando o recorde de Nani de mais participações em gols em uma edição da liga, além de ampliar sua sequência de jogos consecutivos com gols ou assistências para nove. A atuação lhe rendeu nova convocação para a seleção da rodada.
Em 25 de julho, Ojeda superou o recorde de Nani de participações em gols em uma temporada regular, igualou Facundo Torres como o jogador com mais participações em gols na história do clube e ampliou sua sequência para dez jogos consecutivos ao marcar o gol que selou a vitória por 3–1 sobre o Columbus Crew. Pela atuação, foi novamente eleito para a seleção da rodada.
Em 2 de agosto, Ojeda marcou o segundo gol e deu assistência para o gol final de Marco Pašalić na vitória por 3–1 sobre o Atlas, pela fase de grupos da Leagues Cup de 2025. Com isso, superou o recorde de Facundo Torres e passou a ser o jogador com mais participações em gols em uma única temporada pelo clube, chegando a 29 no total.
No dia 10 de agosto, Ojeda marcou um gol e deu uma assistência na vitória por 4–1 sobre o Inter Miami CF, ampliando sua sequência para 14 jogos consecutivos com participação em gols, sendo 11 pela MLS, igualando a terceira maior série da história da liga.

## Títulos
Racing Club
- Campeonato Argentino: 2018-19